# Stig-Olof Friberg
Krister Stig-Olof "Sigge" Friberg, född 16 december 1969 i Kinnarp, Skaraborgs län, är en svensk socialdemokratisk politiker, socialdemokraternas försteombudsman i Skaraborgs distrikt samt ledamot i Falköpings kommunfullmäktige.
Friberg blev rikskänd i samband med avslöjandena om dataintrång i socialdemokraternas intranät SAPnet, eftersom det var Fribergs inloggningsuppgifter som användes vid de upprepade intrången. I sin egenskap av partiets försteombudsman i Skaraborg hade Fribergs konto den högsta behörighetsnivån i intranätet och därmed tillgång till de mest konfidentiella delarna av socialdemokraterna interna system. Spridandet av inloggningsuppgifterna tros ha underlättats av att Friberg använde sig av samma lösenord som användarnamn.